# Allomacrus jakuticus
Allomacrus jakuticus là một loài tò vò trong họ Ichneumonidae.